# Santacara
Santacara è un comune spagnolo di 1 039 abitanti situato nella comunità autonoma della Navarra.